# Taku
Taku (T'aaku Kwáan).- Pleme Tlingit Indijanaca, porodice Koluschan, naseljeno u 19 stoljeću na rijeci Taku i zaljevu Taku, te na kanalima Stevens i Gastineau, na Aljaski. Pleme je 1880. imalo 4 sela prozvana po poglavicama: Tokeatl's (26), Chitklin's (113), Katlany's (106) i Fotshou's (24).. Rečeno je da ih je 1869. bilo 2000; 269 1880., a samo 223 1890. Njihovi zimski gradovi su Sikanasankian i Takokakaan. Društvene podjele su Ganahadi, Tsatenyedi i Yenyedi. Tradicija, naizgled dobro utemeljena, smješta drevni dom većine ovih ljudi u unutrašnjost, više u Taku r. Jedno Athapasko pleme bilo je poznato pod istim imenom, Takutine.
Taku pleme se sastoji od 7 klanova od kojih 4 pripadaju bratstvu ili fratriji Gavran (Raven: Gaanax.ádi, Ishkahittaan, Kookhittaan, Tooka.ádi). Pripadnici klana Gaanax.ádi sastoje se od klanskih kuća Ishka Hít (Salmon Hole House), Yanwulihashi Hít (Drifted Ashore House) i Yéil Hít (Raven House). Polovica Wolf/Eagle obuhvaća 3 klana, i to: Yanyeidí (s klanskom kućom  Ch'aal' Hít ili Willow House); Tsaateeneidí, s klanskim kućama: Xóots Hít (Brown Bear House), Yayuwaa Hít (Between The River Fork House); S'eet'kweidí.